# Ульныров, Владимир Васильевич
Владимир Васильевич Ульныров (12 июля 1924, Руч, Коми АССР — 10 мая 2000, Республика Коми) — буровой мастер конторы бурения № 2 треста «Войвожнефтегазразведка» Коми совнархоза, Герой Социалистического Труда (1959).

## Биография
Родился 12 июля 1924 года в селе Руч Усть-Куломского района Республики Коми. В 1939 году приехал в город Ухту. Здесь окончил фабрично-заводскую школу, стал работать на нефтяном промысле.
В августе 1942 году Усть-Куломским райвоенкоматом был призван в Красную Армию. С декабря того же года на фронте. Воевал на Северо-Западном, Калининском, 3-м Белорусском и 2-м Прибалтийском фронтах. Был младшим сержантом, наводчиком, затем командир 76 мм орудия. Участвовал в боях за освобождение городов Орша, Витебск, Полоцк, Рига и других. В 1947 году был демобилизован.
Вернулся в Ухту. Продолжил работать на нефтяных промыслах, стал бурильщиком, а вскоре и буровым мастером. Новатор турбинного прогрессивного способа бурения бурения скважин в Республике Коми. Первым в Коми республике внедрил турбобур, проходку наклонно направленных скважин.
Заочно закончил Ухтинский горно-нефтяной техникум.
Указом Верховного Совета СССР от 19 марта 1959 года за выдающиеся успехи, достигнутые в деле развития нефтяной и газовой промышленности Ульнырову Владимиру Васильевичу присвоено звание Героя Социалистического Труда с вручением ордена Ленина и Золотой медали «Серп и молот».
В дальнейшем трудился начальником участка буровых работ в Ухтокомбинате. Участвовал в освоении месторождений нефти и газа: Войвожское, Верхнеомринское, Нижнеомринское, а затем и Западно-Тэбукское. Ему довелось работать практически на всех месторождениях юго-востока Тимано-Печорской нефтегазоносной провинции. Ему много раз предлагали высокие должности, но он остался верен избранной профессии бурового мастера. В 1979 году присвоено звание «Почётный нефтяник».
Принимал активное участие в общественной жизни Коми республики. Избирался членом Коми обкома КПСС, членом Коми республиканского комитета защиты мира. Занесен в Книгу трудовой славы Коми АССР.
Скончался в 2000 году. Похоронен в городе Сосногорск.

## Награды
Награждён орденом Ленина, орденом Отечественной войны 2-й степени, орденом Трудового Красного Знамени, орденом Славы 3-й степени, медалями, в том числе «За отвагу».
Почётный гражданин города Ухта.